# Artista del Poble de l'URSS (arts plàstiques)
|  | Per a altres significats, vegeu «Artista del Poble de l'URSS». |

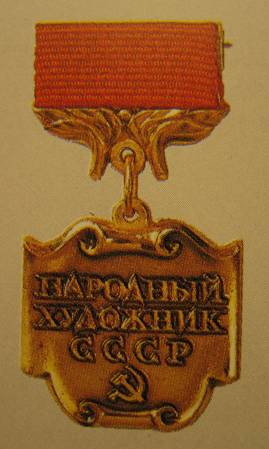
Insígnia d'«Artista del Poble de l'URSS»

Artista del Poble de l'URSS (en rus Народный художник СССР, Narodni khudójnik SSSR) va ser un títol de distinció soviètic creat per Stalin el 16 de juliol de 1943, i instaurat mitjançant un decret de la Presidència del Soviet Suprem de l'URSS.
Només podia ser concedit per la Presidència del Soviet Suprem de l'URSS, i la seva atribució era feta en representació del Ministeri de Cultura de l'URSS, el Comitè Estatal de Cinematografia de l'URSS i les direccions dels sindicats de pintors i cineastes de l'URSS. Als «Artistes del Poble de l'URSS» se'ls concedia el diploma de la presidència del Soviet Suprem, així com la insígnia i el certificat corresponents.
El títol era atorgat a artistes que es destacave, en les arts plàstiques soviètiques, amb obres merescudes de pintura, l'escultura, el grafisme, els monuments, les aplicacions decoratives o el teatre, així com en l'educació de les arts i dels joves artistes.
La insígnia penja a la dreta del pit damunt de la resta de títols i ordes, al costat de la insígnia d'Heroi de la Unió Soviètica.
Els primers cavallers van ser nomenats el 26 de juliol de 1944: Aleksandr Gueràsimov (pintor), Borís Ioganson (pintor), Serguei Merkúrov (escultor) i Vera Múkhina (escultora). El darrer cavaller va ser nomenat el 20 de desembre de 1991, i va ser el professor de l'Institut de Pintura, Escultura i Arquitectura Piotr Fomín.

## Disseny
Està fet de tombac daurat amb una forma quadrangular amb les puntes retorçades. Fa 22,5 mm per 23,5 mm. A la part central hi ha la inscripció Народный Художник СССР («Artista del poble de l'URSS»), amb la falç i el martell a sota. Tot és en relleu, i les lletres són convexes. Penja d'un galó de seda vermell, de 18 mm per 21 mm. La cinta s'uneix a la medalla amb un passador adornat amb branques de llorer.